# Album (muziek)

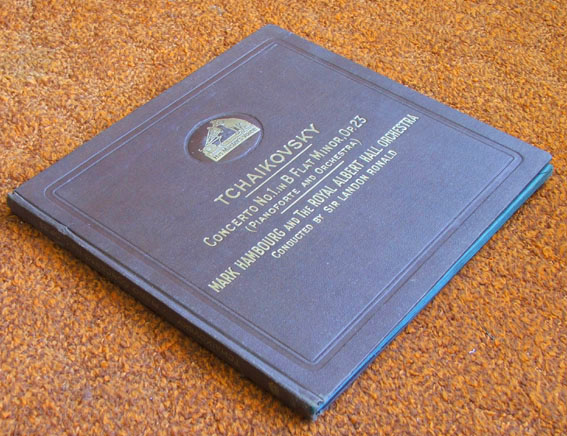
Hoesje van een muziekalbum

Een album is een verzamelband. Het woord komt uit het Latijn en betekent "wit", als verwijzing naar een boek met lege (witte) bladzijden om in te schrijven of in te plakken, zoals een poesiealbum of fotoalbum.

## Geluidsdragers
In de muziek werd met een album oorspronkelijk een in een verzamelband uitgegeven set van grammofoonplaten bedoeld, veelal met verschillende opnamen van dezelfde artiest of met een opname die door zijn grote lengte over meerdere plaatkanten verdeeld moest worden.
Naarmate de techniek om grammofoonplaten te produceren langere afspeeltijden toestond, verschenen dergelijke opnamen steeds vaker op één plaat. Voor dergelijke langspeelplaten werd echter nog steeds de naam album gebruikt - al had men het in de volksmond meestal over een elpee (afgeleid van LP: Long Play).
Met de introductie van de compact cassette en met name van de cd beleefde het woord album een herwaardering. Albums worden sindsdien immers op meerdere soorten geluidsdragers uitgebracht.
Het woord verzamelalbum, waarmee vandaag de dag in de muziekindustrie een bloemlezing wordt aangeduid, is in zijn oude betekenis een pleonasme. Er is dus een betekenisverschuiving opgetreden, een verzamelalbum is vandaag de dag immers een selectie van muzikale hoogtepunten uit andere albums.
Een muziekalbum bevat meestal meerdere nummers (tracks).